# Xenoencyrtus brevimalarus
Xenoencyrtus brevimalarus är en stekelart som beskrevs av Xu 2004. Xenoencyrtus brevimalarus ingår i släktet Xenoencyrtus och familjen sköldlussteklar. Inga underarter finns listade i Catalogue of Life.